# BFR左輪手槍
BFR（英語：／，意為：大型底把左輪手槍／大型最優秀左輪手槍）為美国槍械製造商麥格農研究所所設計和生產的單動操作左轮手枪。它只採用不銹鋼製造和發射各種的大口徑手枪子彈（例如.500 S&W麥格農子彈）和一些傳統口徑的步枪子彈（例如.30-30溫徹斯特、.45-70政府型及.450馬林子彈）。然而，儘管此槍命名為“大型底把左輪手槍”或是“大型最優秀左輪手槍”，收藏家和大口徑武器愛好者已經知道可以用其他形容詞來代替“最優秀”，比如被一些人稱為“大型他媽的左輪手槍”（英語：Biggest Fxcking Revolver）。

## 可發射子弹

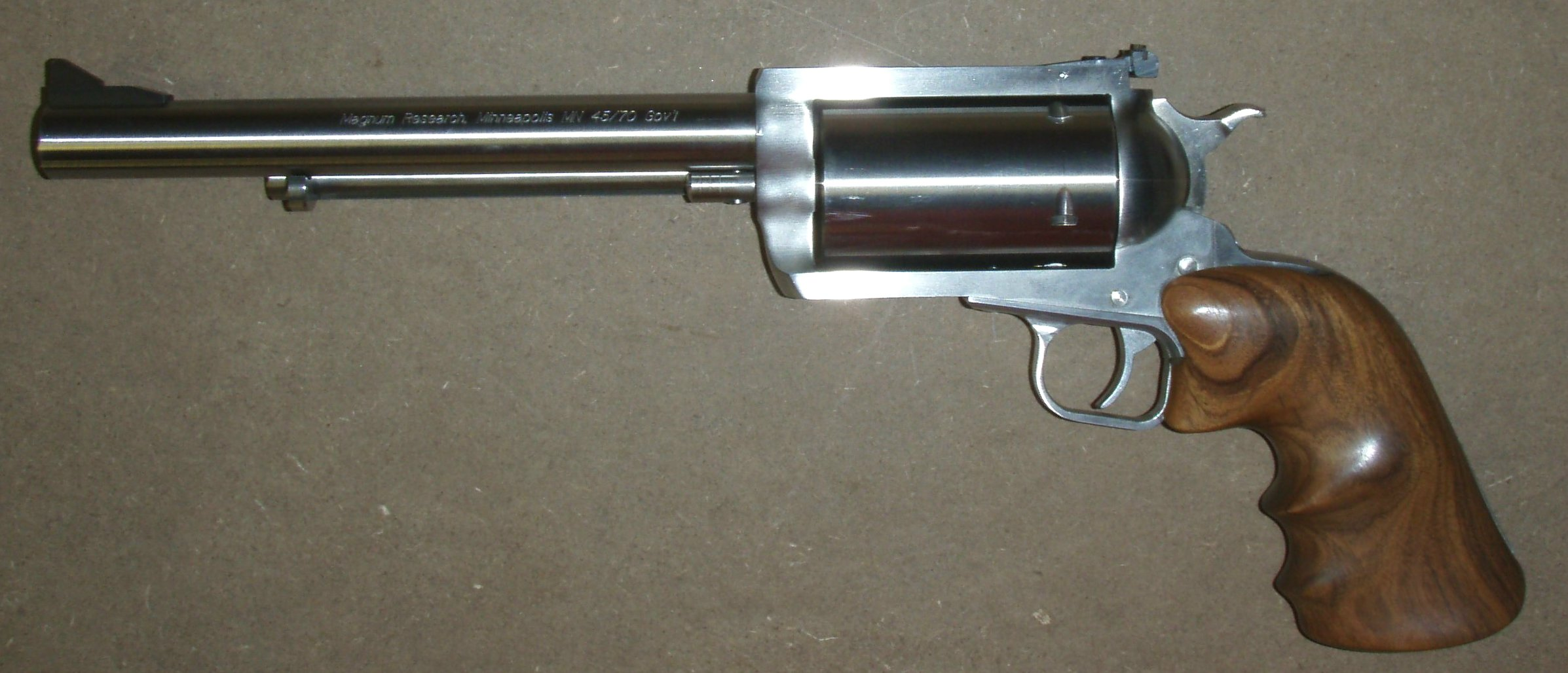
裝上原廠訂製的木製握把的.45-70政府型口徑的BFR左輪手槍

BFR有兩種基本的型號。其中，長弹巢是為了發射大口徑步枪子彈，而另一種彈巢是與傳統的左輪手槍的彈巢的長度相同（麥格農研究所稱其為“短”）。請注意：有些型號的彈巢是可以使用相同口徑，例如.45-70和.450馬林的口徑一致，因此發射.45-70的BFR亦可發射.450馬林子彈。
由於麥格農研究所還使BFR可以自行選擇其習慣使用的口徑，因此可能會有一些沒有被列出的可用彈藥。另外，由於機械結構設計上的問題，因此他們不鼓勵使用「無緣式」（Rimless）彈殼。還有，BFR亦可以使用.50貝奧子彈。這些手槍最初是由DMAX在春田SD麥格農製造，直到買了出來。

### 短彈巢
- .218蜜蜂彈（英语：.218 Bee）（精密中心特製口徑，停產）
- .22黃蜂彈（英语：.22 Hornet）（精密中心特製口徑，停產）
- .44雷明登麥格農（生產口徑）
- .45 ACP（精密中心特製口徑）
- .45溫徹斯特麥格農（英语：.45 Magnum）（精密中心特製口徑）
- .454卡蘇爾（英语：.454 Casull）（生產口徑）
- .475萊恩博（英语：.475 Linebaugh）／.480魯格（英语：.480 Ruger）（精密中心特製口徑）
- .50 GI（英语：.50 GI）（精密中心特製口徑）
- .50 AE（精密中心特製口徑）
- .500 JRH（精密中心特製口徑）
- .500萊恩博彈（英语：.500 Linebaugh）

### 長彈巢
- .30-30溫徹斯特彈（英语：.30-30 Winchester）（生產口徑）
- .38-55溫徹斯特彈（英语：.38-55 Winchester）（精密中心特製口徑）
- .375溫徹斯特彈（英语：.375 Winchester）（精密中心特製口徑）
- .444馬林彈（英语：.444 Marlin）（精密中心特製口徑）
- .45長柯爾特彈（英语：.45 Colt）／.410口徑（生產口徑，由於法律上的限制，因此並不適用於美国加州）
- .45-70政府彈（英语：.45-70）（生產口徑）
- .45-90溫徹斯特（英语：.45-90 Sharps）（精密中心特製口徑）
- .450馬林彈（英语：.450 Marlin）（精密中心特製口徑）
- .460 S&W麥格農（英语：.460 S&W Magnum）（生產口徑）
- .500 S&W麥格農（英语：.500 S&W Magnum）（生產口徑）
- .50貝奧彈（英语：.50 Beowulf）（精密中心特製口徑）

## 畫廊

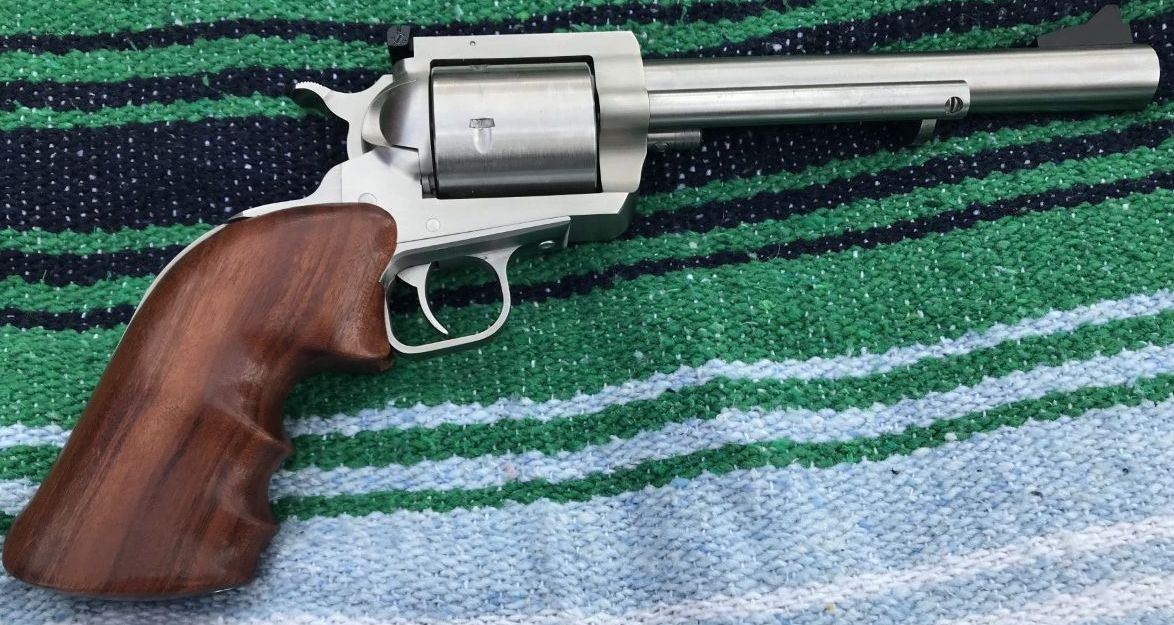
.50 AE口徑的BFR
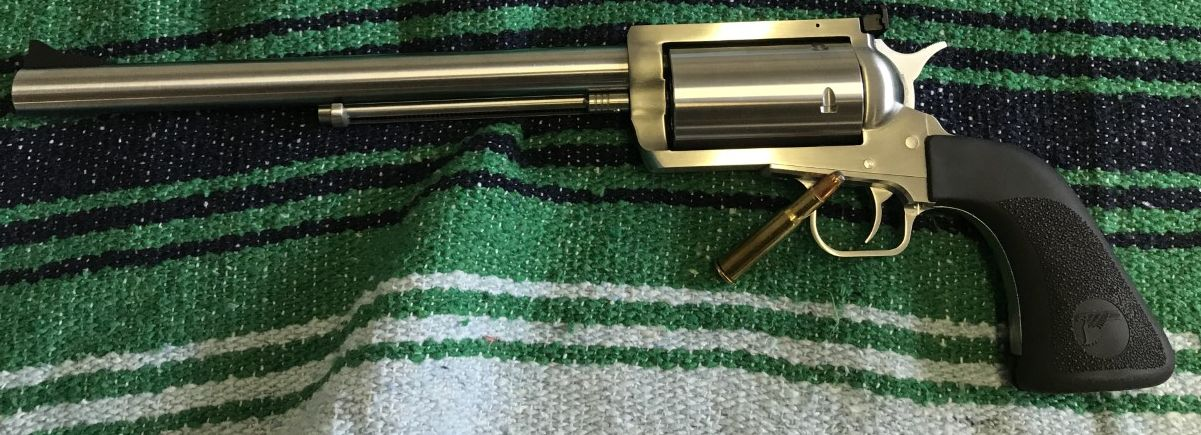
.30-30 WCF口徑的BFR

## 資料來源
1. ↑  .   [2009-11-02]. （原始内容存档于2011-03-09）.
2. ↑  Bodinson, Holt. . Guns Magazine. 1999, (3).
3. ↑  Taffin, John. . American Handgunner Magazine. 2004, 30 (3).
4. ↑  Quinn, Jeff. . Gunblast. 12 March 2004  [2009-09-08]. （原始内容存档于2009-12-16）.

- “BFR Handbook”

## 外部連結
- （英文）—American Rifleman.org—
  - BFR Single-Action Revolver（页面存档备份，存于）
  - The Taurus Judge vs. The Magnum Research BFR（页面存档备份，存于）
- （英文）—The Firearm Blog.com— Updates the BFR Series（页面存档备份，存于）
- （英文）—Tactical-Life.com—
  - MAGNUM RESEARCH BFR .45/.410（页面存档备份，存于）
  - Magnum Research BFR .475 Linebaugh（页面存档备份，存于）
- （英文）—Person Defense World.com—
  - Magnum Research Upgrades Popular BFR Series（页面存档备份，存于）
  - Hand Cannons: 9 High-Powered Magnum Handguns（页面存档备份，存于）